# Lyon
För andra betydelser, se Lyon (olika betydelser).
Lyon (franskt uttal: [ljɔ̃] lyssna (fil)) är en stad och kommun i Métropole de Lyon och är huvudstad i regionen Auvergne-Rhône-Alpes i sydöstra Frankrike. År 2017 hade Lyon 516 092 invånare; detta gjorde den då till Frankrikes tredje största stad, efter Paris och Marseille. Lyons storstadsområde med förorter utgör med sina 2 214 068 invånare Frankrikes näst största storstadsområde efter Paris.
Lyon räknas ofta som Frankrikes gastronomiska huvudstad. År 1998 sattes Lyons historiska centrum upp på Unescos världsarvslista. Staden är säte för Interpol och Euronews.

## Historia
Lyon är belägen där floden Saône mynnar ut i Rhône. Platsen har varit bebyggd sen romartiden då Lugdunum grundades som en romersk koloni 43 f.Kr. på kullen Fourvière. Under romartiden blev Lyon en betydande hamnstad, säte för ståthållaren över Gallia lugdunensis och plats för en romersk garnison, därtill en knutpunkt i Galliens romerska landsvägsnät. 
Lyon hade tidigt en kristen församling, som 177 e. Kr. utsattes för förföljelse. Teologen Irenaeus var biskop i församlingen. Lyon skadades svårt i striderna mellan Septimius Severus och Clodius Albinus 197 e.Kr.
457 erövrades Lyon av burgunderna  och var sedan huvudstad i deras rike men erövrades 532 av frankerna. Vid delningen av Frankerriket 843 tillföll Lyon Lothar I:s riksdel, där det var huvudstad i grevskapet Lyonnais, och kom 1032 till Tysk-romerska riket. Omkring 1300 tillföll Lyon Frankrike och spelade under de följande århundradena en betydande roll som handels- och industristad.
1793 var Lyon, som vände sig mot konventet, platsen för blodiga massavrättningar. Ursprungligen befäst, försågs Lyon vid mitten av 1800-talet med "detacherade fort" vilka senare byggdes ut till ett gördelfort med stor omkrets. Vid första världskrigets utbrott var Lyon den största fästningen i sydöstra Frankrike och utgjorde medelpunkt för försvaret där. Efter kriget kom fästningarna att vara föråldrade, och blev inte vidare moderniserade.
Staden var ett centrum för den franska motståndsrörelsen under den tyska ockupationen under andra världskriget.

## Geografi

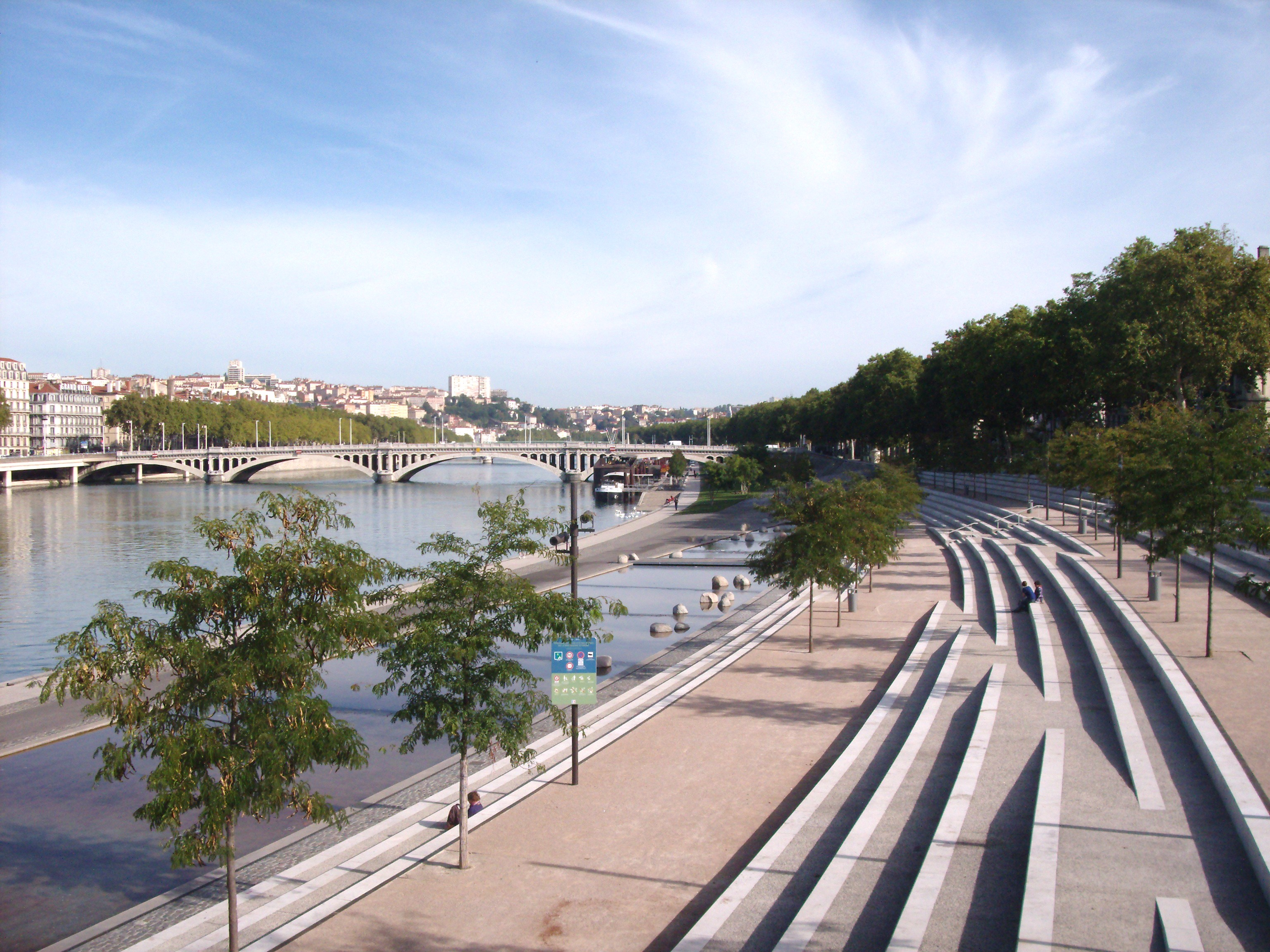
Lyon från Rhônes strand.

Stadens geografi domineras av floderna Rhône och Saône.

## Administration
Lyon är liksom Paris och Marseille uppdelat i arrondissement med respektive administration och borgmästare.

## Kultur
Det var i Lyon som bröderna Lumière uppfann filmen år 1895.
I närheten av Lyon finns två av Frankrikes mest kända vinområden, Beaujolais i norr och Côtes du Rhône i söder.
Flera av den franske författaren Paul-Jacques Bonzons barn- och ungdomsdeckare i serien Vi sex utspelas i Lyon.

## Sport

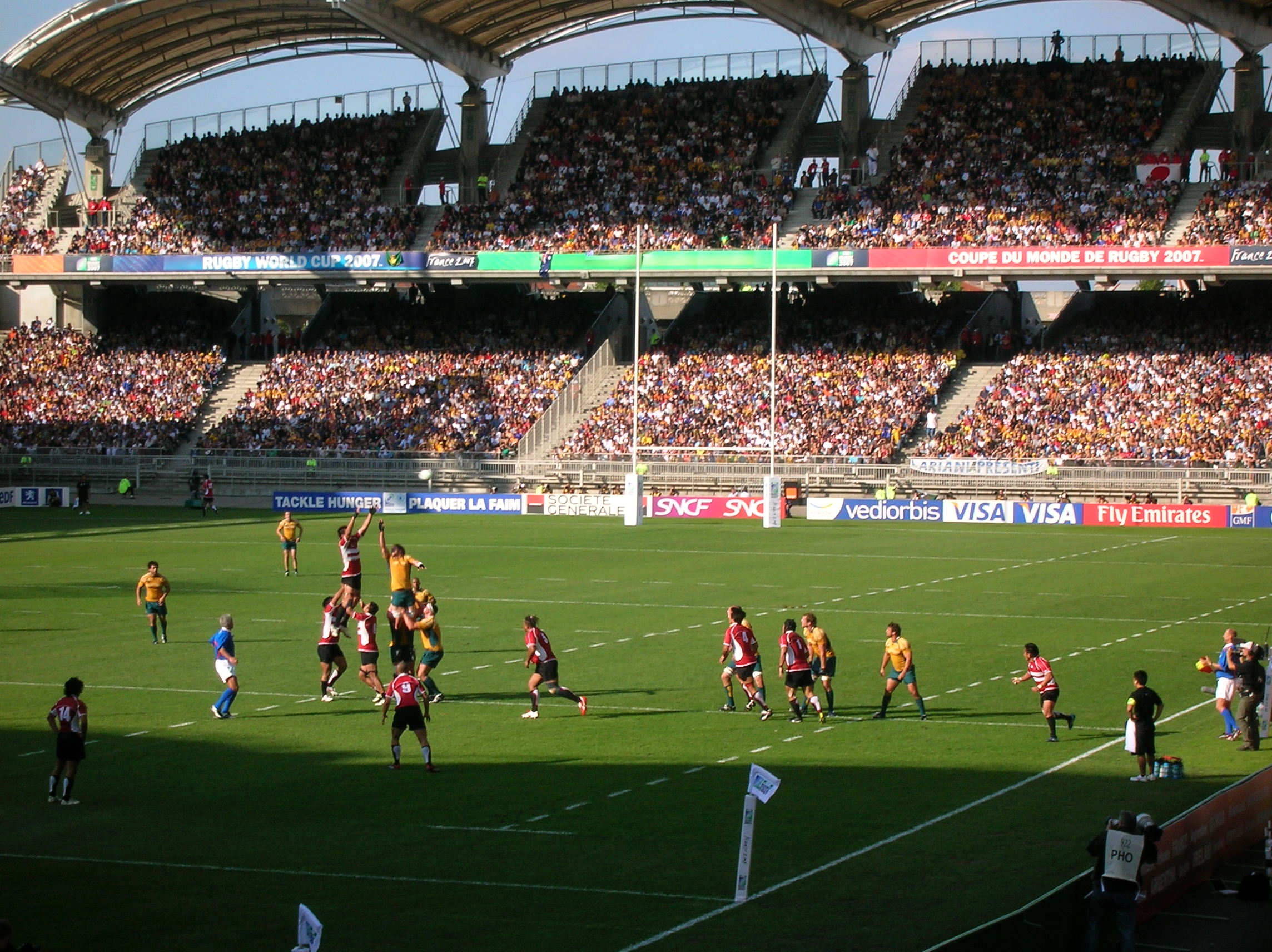
Stade de Gerland.

Olympique Lyonnais är ett fotbollsklubb som har både herr- och damlag i Europeiska eliten. Klubbens hemmaarena Stade de Gerland är en Uefa fyrstjärnig arena där det hållits många matcher på internationell nivå. Lyon Olympique Universitaire är ett rugbylag i franska division 2 och spelar sina matcher på Stade Vuillermet. Lyon Hockey Club är ett hockeylag från Lyon som spelar i franska division 2. Patinoire Charlemagne är deras hemmaarena. 

## Transporter

### Flyg
Utanför Lyon finns en internationell flygplats, Lyon-Saint Exupéry flygplats.

### Järnväg
Lyon förbinds norrut (Paris och Lille) och söderut (Marseille och Montpellier) med TGV. Sträckan Lyon-Paris är TGV:s mest trafikerade.

### Motorväg
Lyon är en knutpunkt för motorvägar och förbinds bland annat med Genève, Paris och Marseille.

### Stadstrafik

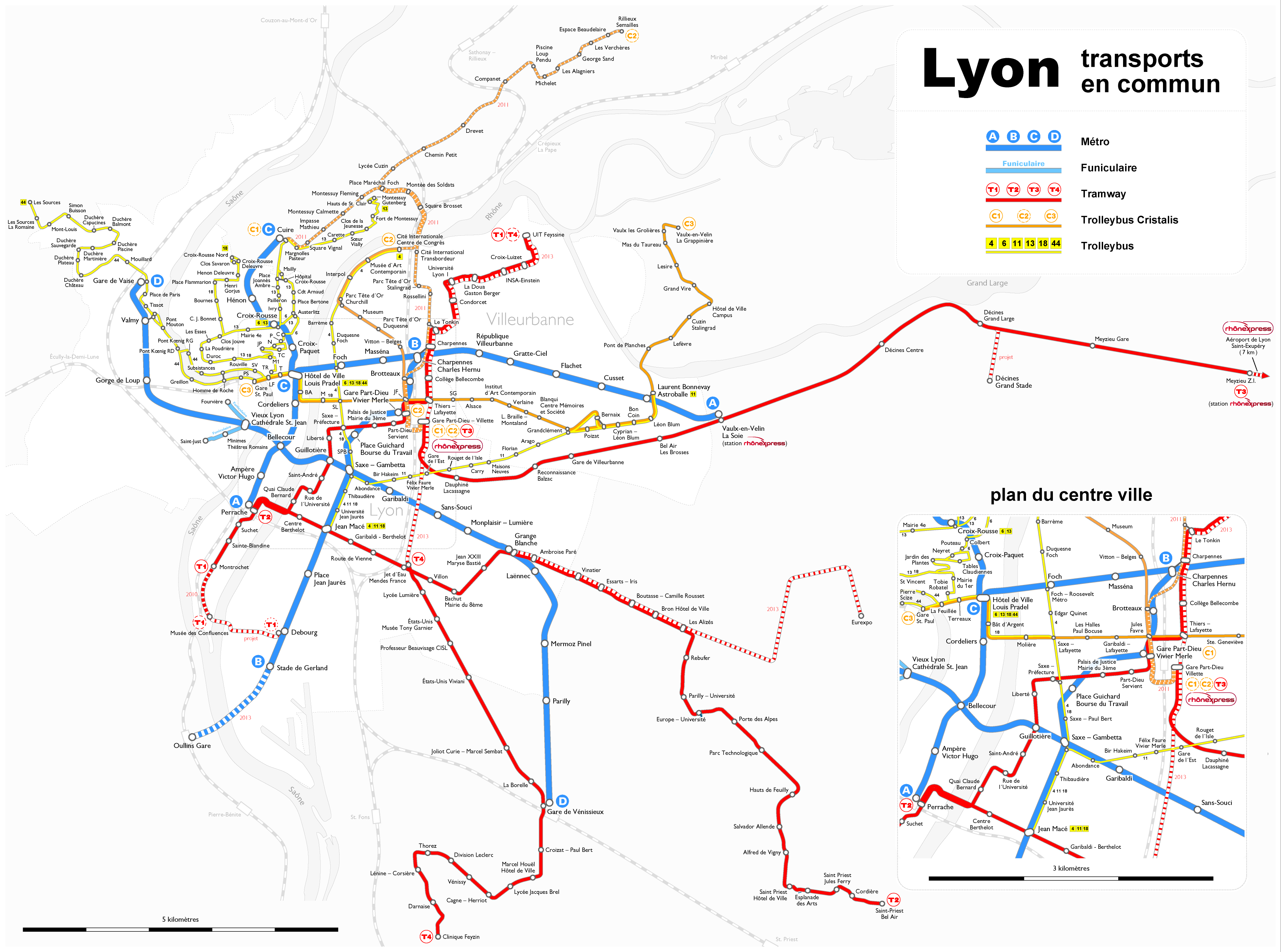
Karta över Lyons nätverk av tunnelbana, spårvagnar och trådbussar år 2009.

Kommunikationerna inom staden sker med hjälp av bussar, spårvägar och tunnelbana.

## Befolkningsutveckling
Antalet invånare i kommunen Lyon
| Referens: INSEE |

## Utbildning
- E-Artsup
- École Centrale de Lyon
- École pour l'informatique et les nouvelles technologies
- École pour l'informatique et les techniques avancées
- EMLYON Business School
- ESME Sudria
- Institut polytechnique des sciences avancées
- Sup'Biotech